# Nelson (Colombie-Britannique)
 (octobre 2014).
Si vous disposez d'ouvrages ou d'articles de référence ou si vous connaissez des sites web de qualité traitant du thème abordé ici, merci de compléter l'article en donnant les références utiles à sa vérifiabilité et en les liant à la section « Notes et références ».
 (octobre 2014).
Pour les articles homonymes, voir Nelson.
Nelson est une cité (city) canadienne de Colombie-Britannique de plus de 11 000 habitants, connue sous le nom de « The Queen City ». Elle est connue pour sa collection de bâtiments restaurés qui font partie du patrimoine de la région. Située dans les monts Selkirk sur l'extrême-ouest du bras du lac Kootenay au sud-est de la Colombie-Britannique, Nelson est traversée par l'autoroute 3A et desservie par l'aéroport de Castlegar, situé à environ 43 kilomètres au sud-ouest de la municipalité. Nelson est le siège du District régional de Central Kootenay.

## Histoire de la région
La région de Kootenay Ouest, où la cité de Nelson est située, est le territoire traditionnel des Sinixt ou Lacs des Premières Nations. Elle abrite une importante présence kutenaï (en) (Kutnaxa).
L'histoire de Nelson a débuté lorsque du cuivre et de l'argent ont été découverts dans la région en 1886. Après la découverte de l'argent à proximité de Toad Montain en 1886, la municipalité s'est développée rapidement, ce qui a conduit à son incorporation en 1897. Deux chemins de fer sont alors construits et traversent Nelson. En raison de son emplacement à proximité des couloirs de transport, Nelson a grandi en approvisionnant les activités minières locales et est bientôt devenue un centre de transport et de distribution pour toute la région.
La cité a ensuite évolué d'une ville en plein boom à une ville sophistiquée. Francis Rattenbury (en), un architecte renommé, a conçu les bâtiments publics dans le style « cathédrale » en granit encore visible aujourd'hui ; la qualité des travaux de Rattenbury est suggérée par le fait qu'il avait déjà conçu le bâtiment législatif de la Colombie-Britannique à Victoria. Au début du XXe siècle, Nelson peut se vanter de posséder plusieurs beaux hôtels, un magasin de la Compagnie de la Baie d'Hudson et un réseau de tramway électrique. Les activités forestières et minières étaient aussi bien établies dans la région. De plus, la cité a construit sa propre centrale hydroélectrique en 1910.
Durant la guerre du Viêt Nam, de nombreux Américains du project dodgers (en) s'installent dans la zone environnante. Cet afflux de libéraux, la plupart des jeunes instruits, a un impact significatif sur le domaine culturel et politique de la municipalité. Plus récemment, des militaires déserteurs de la guerre entre les États-Unis et l’Irak ont aussi trouvé le chemin de Nelson.
Tout au long des années 1960 et 70 la cité prospère et réaménage son centre-ville selon la conception de l'époque. Les marchands de Nelson « modernisent » leurs bâtiments avec un revêtement en aluminium.
Au début des années 1980, Nelson est victime d'un ralentissement économique dévastateur lorsque les scieries de Kootenay Forest Products ont fermé. Les marchands du centre-ville souffraient déjà de l'ouverture d'un grand centre commercial régional sur Nelson central près de l'eau, le Chahko Mika Mall (en). À l'époque, Victoria et Vancouver ont mis à l'essai la revitalisation de leur héritage culturel, avec succès. Pour sauver le centre-ville et l'économie de Baker Street, Nelson a rapidement suivi le mouvement, en décapant les façades en aluminium et en restaurant les bâtiments pour leur donner leur éclat d'origine. Bob Inwood, architecte local, a chapeauté plusieurs des projets de réfection de la cité. En 1985, Baker Street a été complètement transformée. L'affirmation de la réussite de la transformation a eu lieu dès 1987, quand Steve Martin a choisi de produire son long métrage Roxanne presque exclusivement à Nelson, en utilisant la caserne de pompiers locale et de nombreux autres sites historiques. Plus largement, la transformation a marqué le début de la transition de Nelson d'une cité basée sur les ressources à une cité d'arts et de tourisme.

## Démographie
| 2001  | 2006  | 2011   | 2016   | 2021   |
| ----- | ----- | ------ | ------ | ------ |
| 9 318 | 9 258 | 10 230 | 10 572 | 11 106 |

## Économie
Aujourd'hui, Nelson a la réputation d'un centre culturel. Le centre-ville est rempli de restaurants, de cafés, de magasins, de petites galeries d'art et de salles de théâtre. La principale industrie est le tourisme. La cité est située à environ quarante-cinq minutes du Festival annuel de musique de Shambhala (en). Nelson accueille également une station de ski, le Whitewater Ski Resort (en), une microbrasserie régionale, Nelson Brewing Company (en), et le Théâtre Capitol, un pôle régional pour les arts du spectacle.
Comme de nombreuses collectivités en Colombie-Britannique, Nelson a connu un boom immobilier. Au cours des dernières années, les prix de l'immobilier ont grimpé en flèche, mettant l'accès à la propriété hors de portée pour les résidents moins fortunés. L'économie de la cité s'est développée, et certains habitants[Qui ?] ont exprimé leurs mécontentements face à ces changements. Il existe quelques magasins de grande surface dans la municipalité, dont un Wal-Mart et la chaîne Starbucks.
Nelson abrite les studios d'une coopérative, Kootenay Coop Radio CJLY-FM (en), et une radio communautaire qui a débuté grâce au soutien de bénévoles locaux.
À l'instar d'autres communautés en Colombie-Britannique, Nelson a des problèmes avec les maladies mentales, l'itinérance et la toxicomanie. Nelson a également un problème de qualité de l'air, pire au cours de l'hiver, en raison de la combustion des foyers à bois, selon le "BC Ministry of Water, Land, and Air Protection".

## Activités culturelles et touristiques

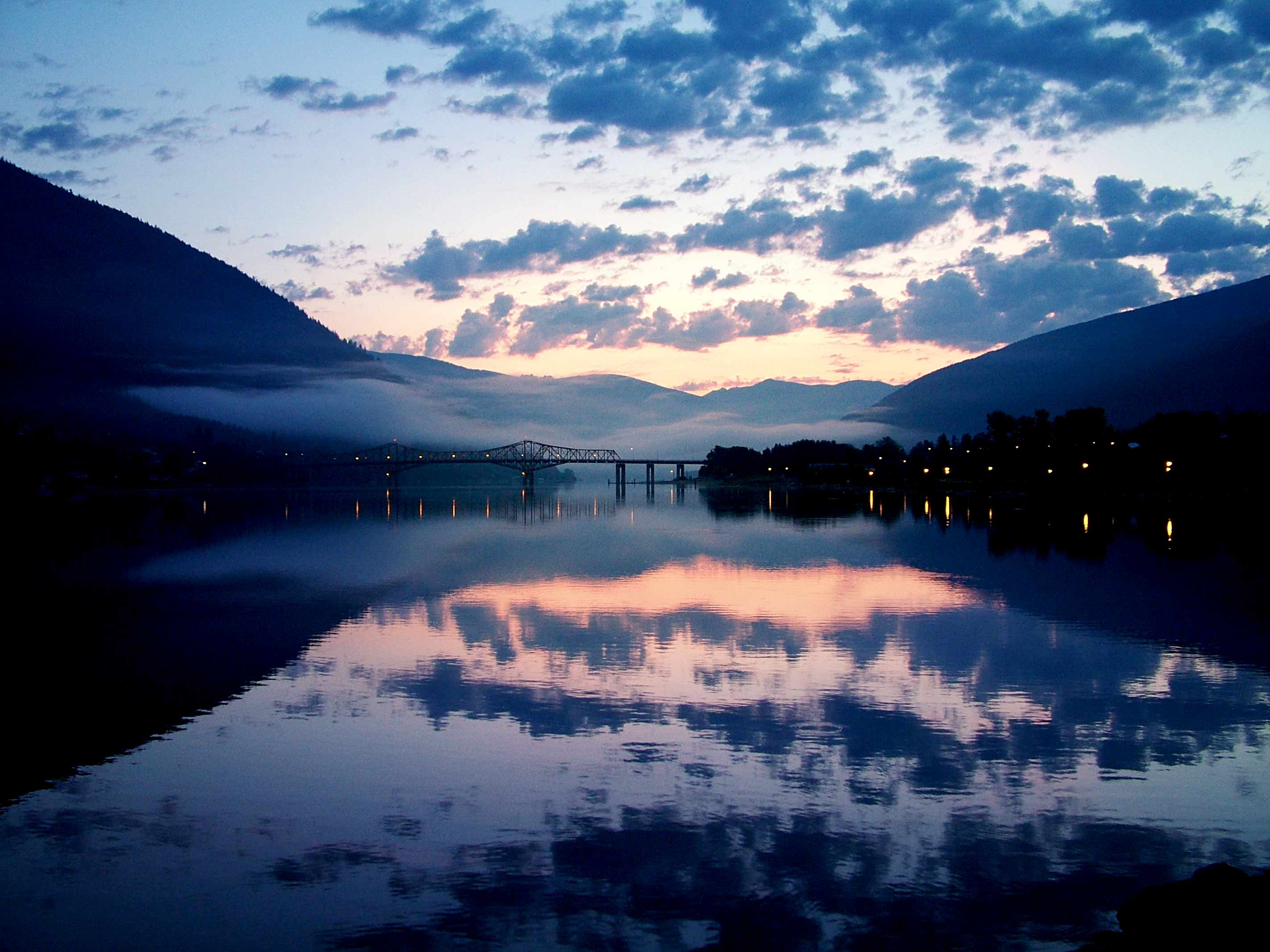
Lac Kootenay, à l'aube.

Nelson est qualifiée de "petite cité d'art communautaire au Canada" par l'éditeur de The 100 Best Small Towns Arts en Amérique, et abrite une importante communauté d'artisans diversifiés. En juillet, août et septembre, le centre-ville accueille des salons dans diverses galeries et entreprises locales. Nelson accueille aussi un marché des artisans locaux où l'on peut trouver des produits d'art, d'artisanat et des œuvres importées.
Deux randonnées populaires sont les sentiers Nelson-Salmo Great Northern Trail, une pente très douce qui court à travers Nelson et permet de faire du vélo, et le Pulpit Rock Trail, une randonnée plus courte, mais plus difficile, qui se termine par une vue sur la cité. Après Pulpit Rock le sentier continue jusqu'à « la montagne de l'éléphant », et ensuite à la tour radio.
En hiver, le ski est la principale activité de plein air. À 30 minutes au sud de la ville, le Whitewater Ski Resort (en) permet d'accéder, via des remonte-pentes, à un domaine skiable de niveaux débutant à avancé sur 396 mètres de dénivelé. La station permet également d'accéder à des centaines de kilomètres de ski hors piste et de sentier de randonnée. La région de Nelson abrite plus de 20 centres de cat-ski, Héli-ski et ski de randonnée et des centaines de kilomètres de sentiers de ski de fond.
L'escalade est aussi une activité populaire en été. Kootenay Crag, Hall Siding, Grohman Narrows et CIC Bluffs sont les falaises populaires de la cité.
Nelson propose une promenade historique down Baker Street, et un tramway historique, Streetcar 23, longe le lac avant, par le milieu du stationnement du Chahko Mika Mall (en).
Nelson est également proche du parc provincial de Kokanee Glacier.
Le 13 janvier 2007, Nelson a été l'un des emplacements pour l'émission annuelle : Hockey Day in Canada.

## Communauté francophone
L'Association des francophones de Kootenay Ouest (AFKO) possède leurs local principal à Nelson. Sa mission est d'œuvrer auprès des francophones de la région pour maintenir le lien, leur culture et leur offrir des services. L'AFKO organise plusieurs activités tout au long de l'année telle que la fête de la Saint-Jean-Baptiste ainsi que des camps d'été pour les jeunes. L'association tient une bibliothèque francophone ouverte à tous et offre de plus l'accès à Internet gratuitement pour les membres. L'AFKO compte près de 600 membres dans la région des Kootenay Ouest.